# 白馬大池
白馬大池（はくばおおいけ）は、長野県北安曇郡小谷村の標高2,379mにある池（火山性の淡水湖）。北アルプス山中では、北東5km先に位置する風吹大池に次いで2番目の大きさを誇る。
第四紀中期から後期にかけて活発に活動した白馬大池火山の噴出物により堰き止められてできた火山性の湖である。流入河川は無いが、池周辺からの雪解け水や雨水が池の水を湛えている。
池に魚類は生息しないが、クロサンショウウオが多く生息しており、肉眼でも確認できるほどである。周辺には白馬乗鞍岳、小蓮華山、白馬岳などの山がある。池周辺にはコマクサやハクサンコザクラなどを中心とした高山植物がみられる。湖畔には白馬大池山荘（例年7月初旬から10月初旬開設）がある。
登山道は栂池から白馬乗鞍岳を経て白馬大池に至るルート、蓮華温泉から白馬大池に至るルート、白馬大池から小蓮華山・三国境を経て白馬岳方面に向かう稜線上の縦走路がある。

## ギャラリー

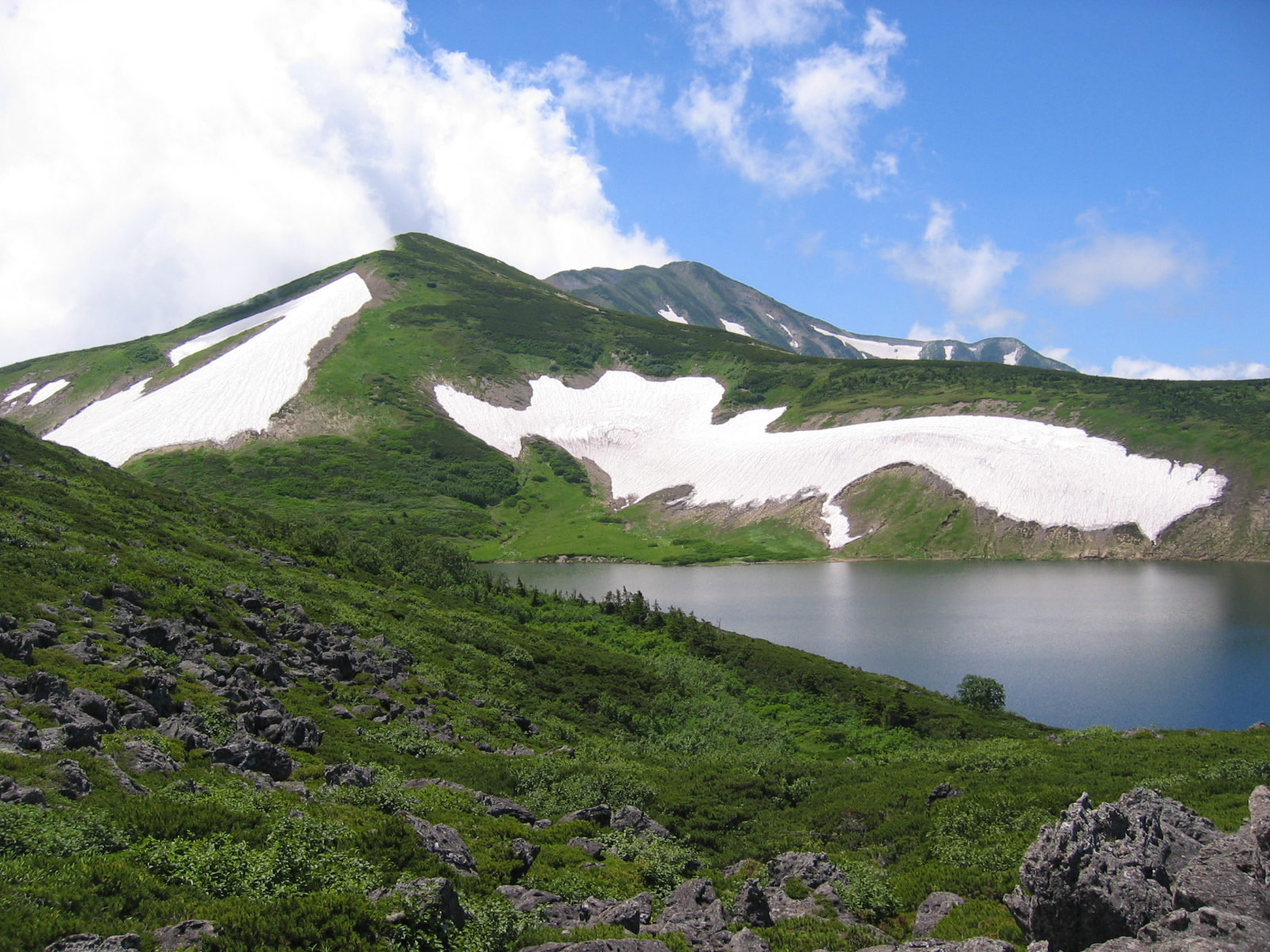
白馬乗鞍岳から少し下った地点より撮影(06/8/4撮影)
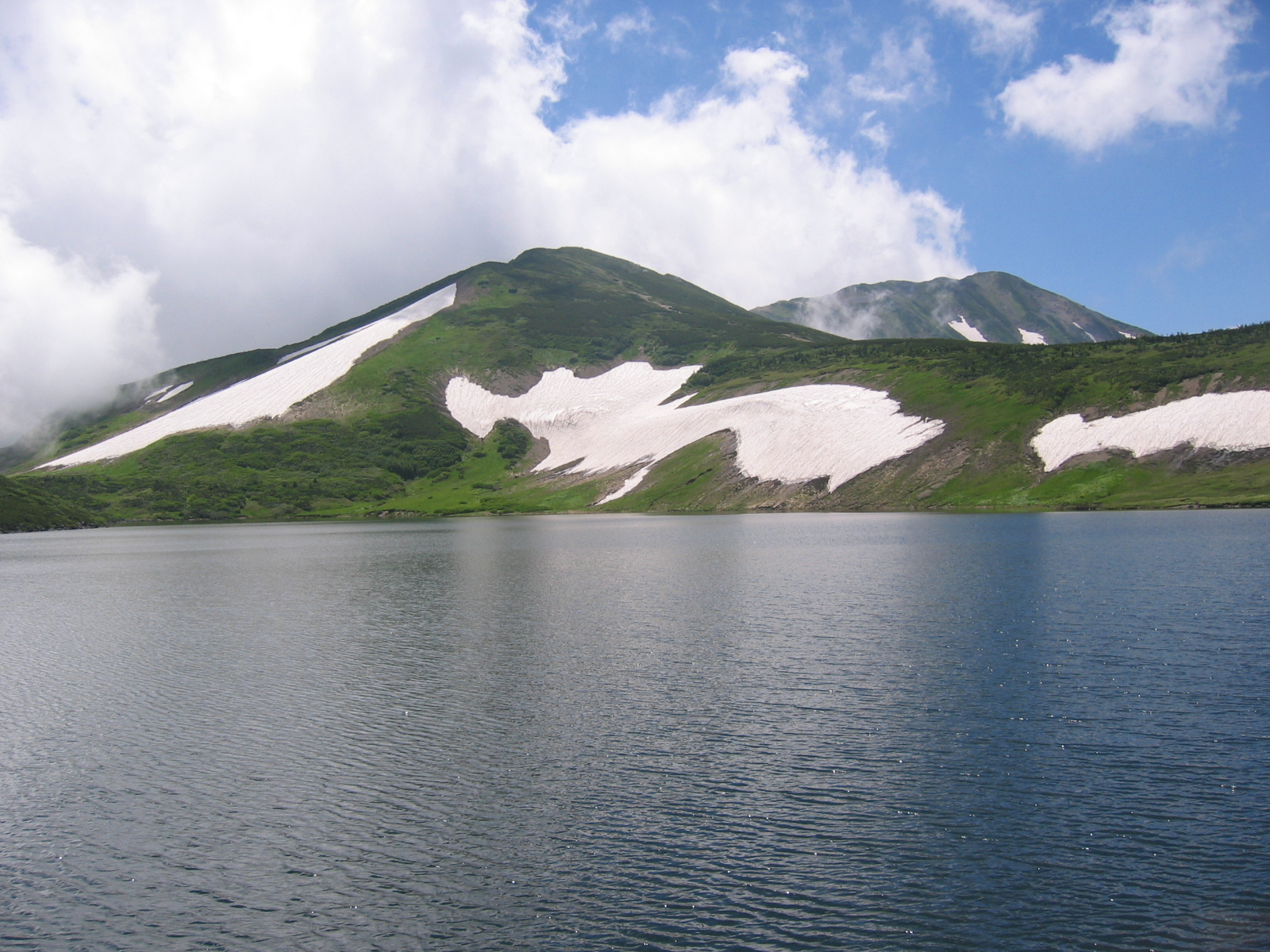
登山道より(06/8/4撮影)
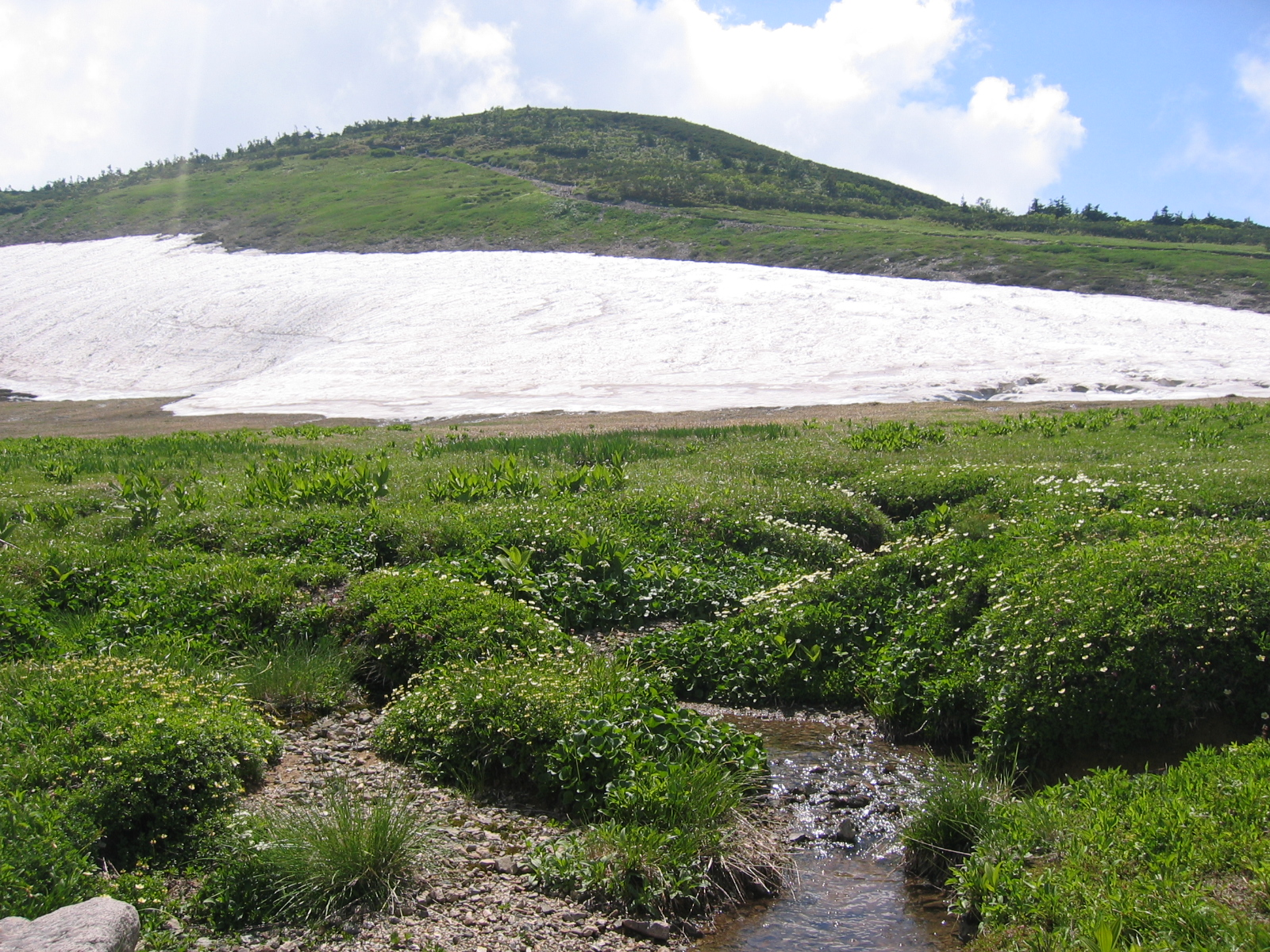
湖畔の小川 (06/8/4撮影)
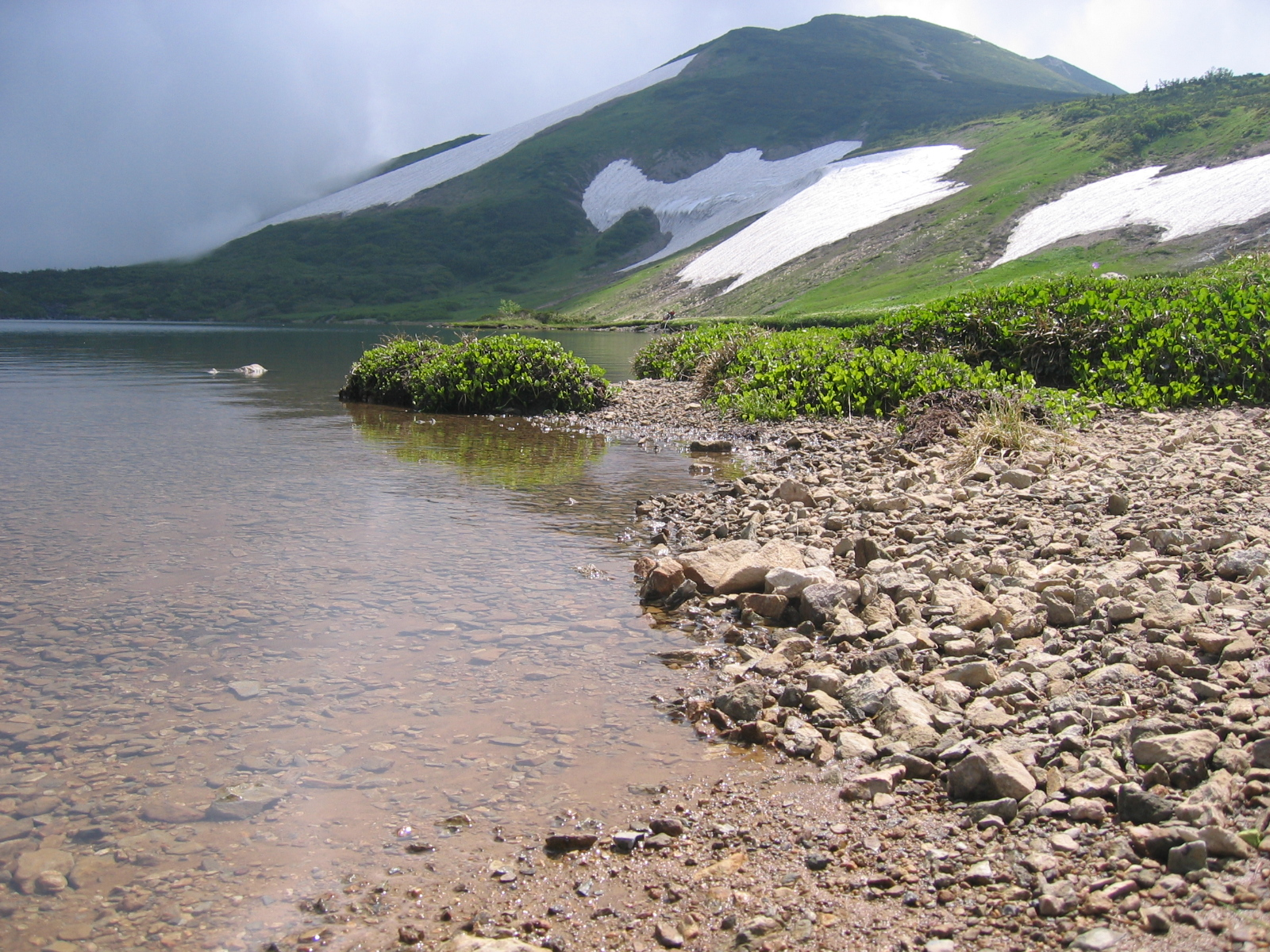
白馬大池の畔にて(06/8/4撮影)
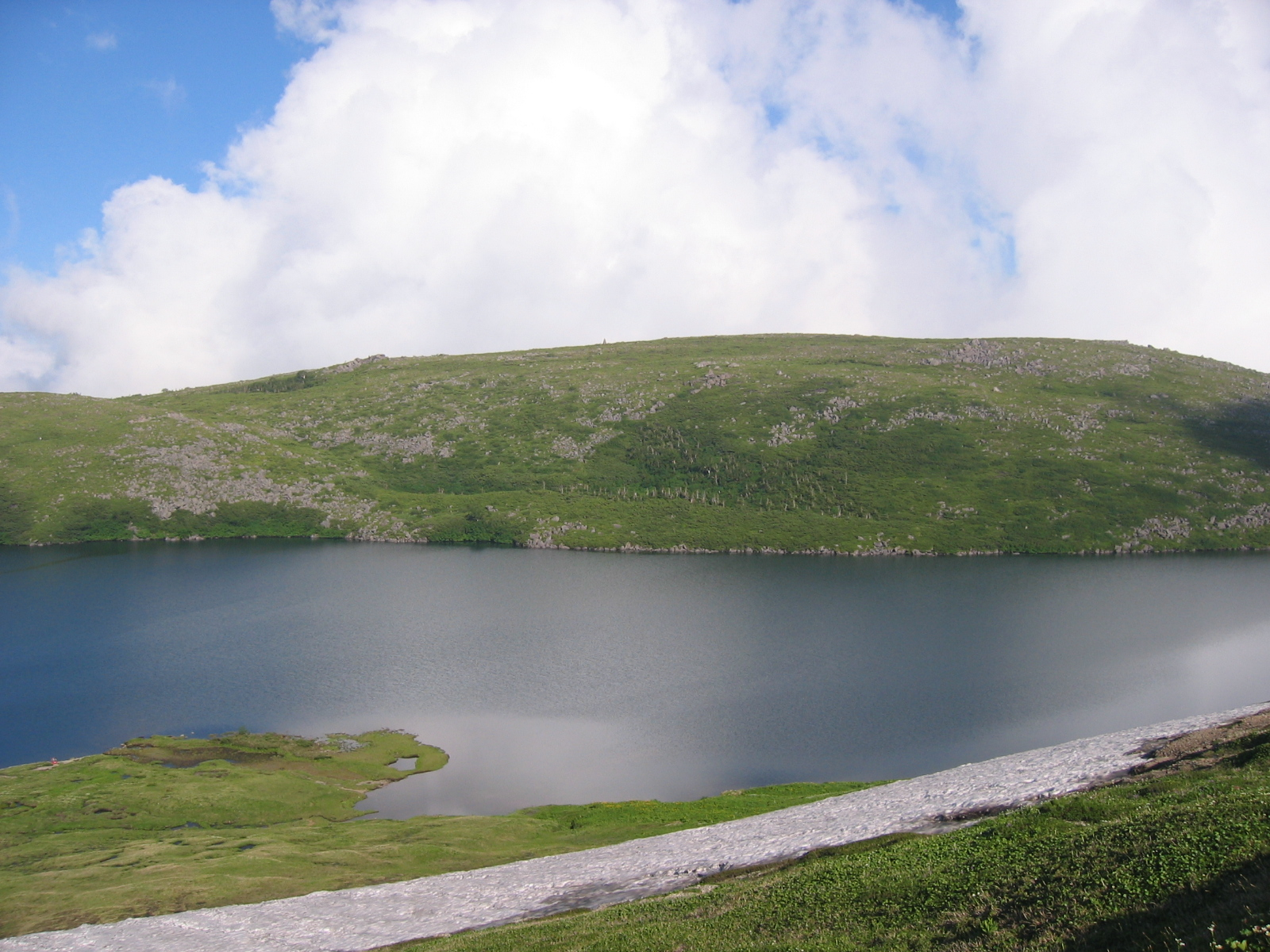
稜線上から (06/8/4撮影)
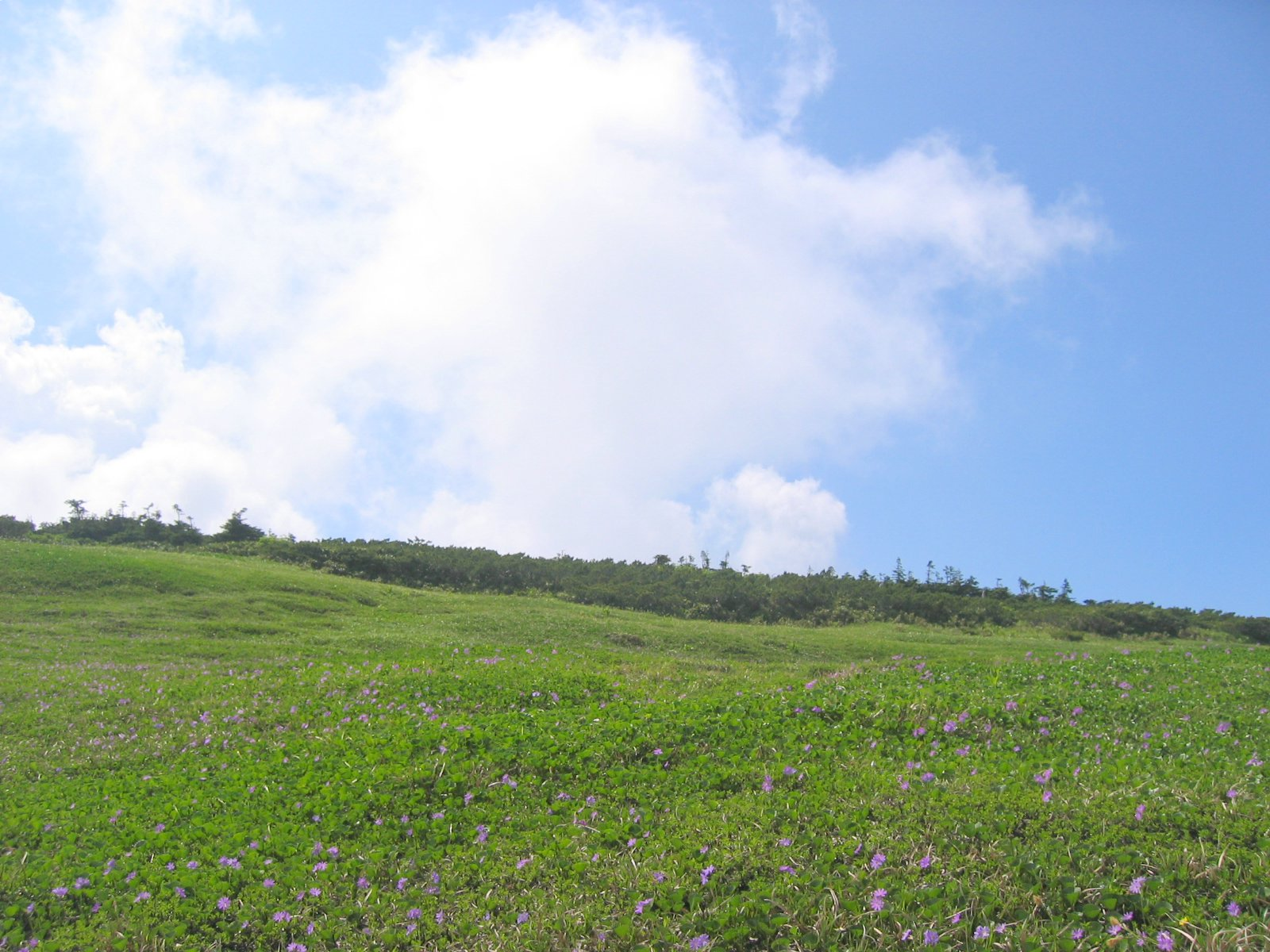
白馬大池付近のハクサンコザクラの花畑 (06/8/4撮影)
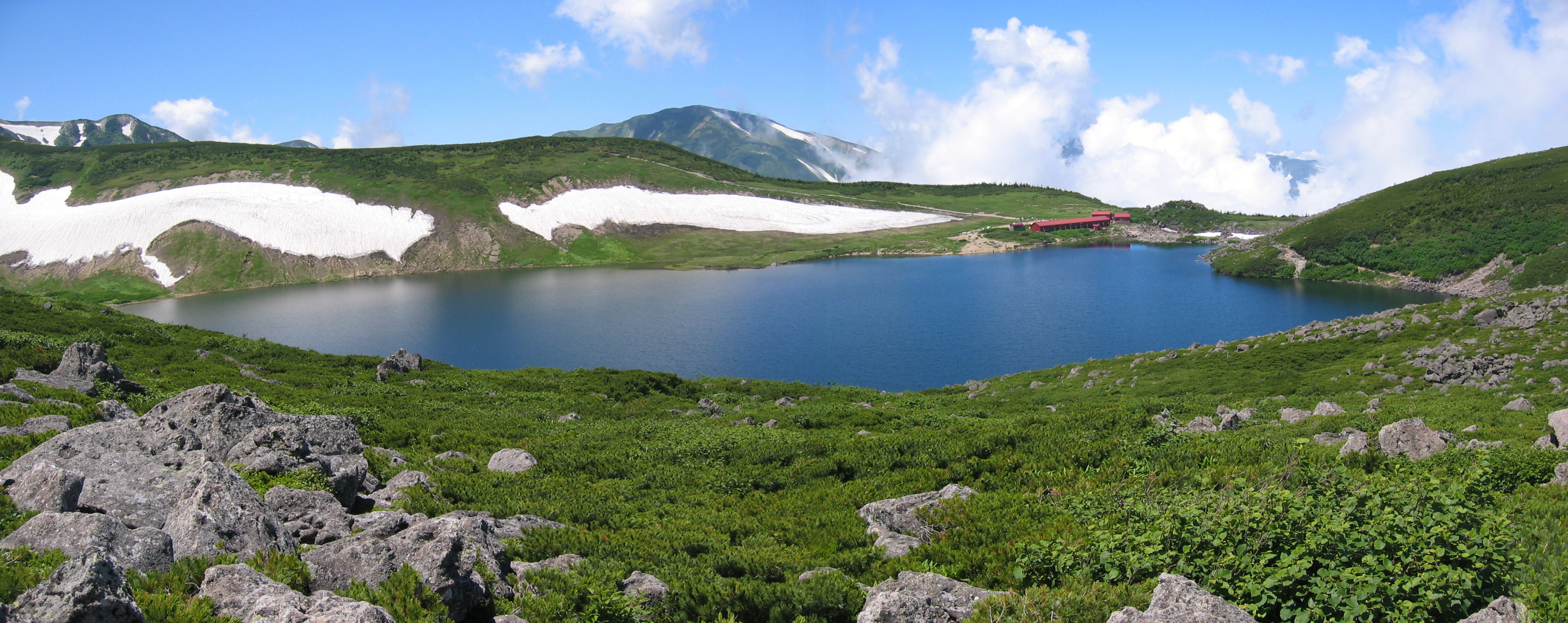
白馬大池全景。赤い建物が白馬大池山荘 (06/8/4撮影)
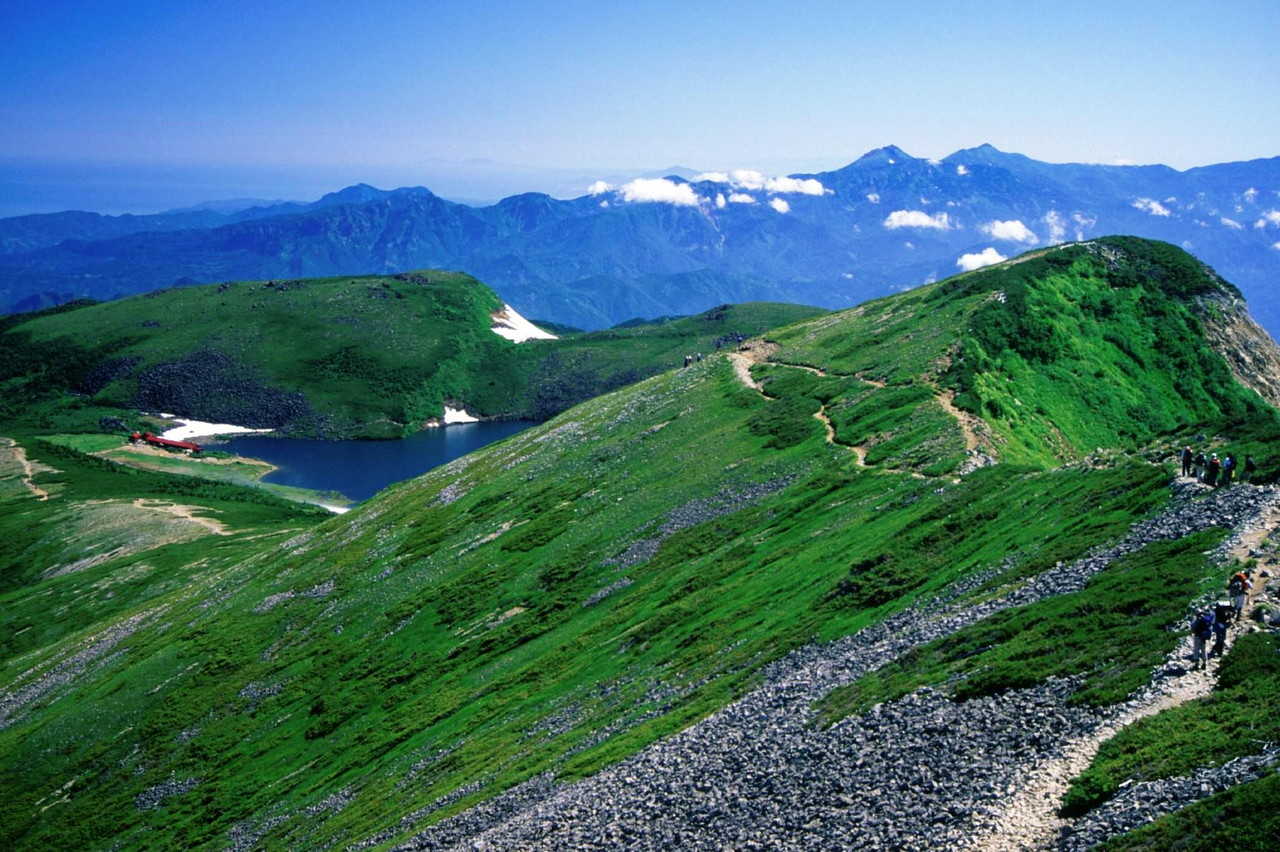
北側の登山道からの 白馬大池